# Crema de huacatay
La crema de huacatay, también conocido como huacatay peruano, salsa de huacatay, ají de huacatay o crema verde, es una salsa preparada con hojas de huacatay , mani, aceite de oliva y otros ingredientes.
Tradicionalmente empleada en recetas andinas del Perú como la ocopa, donde es uno de los ingredientes principales, actualmente es también muy popular como acompañamiento para la parrillada y la pollada peruana, así como en otras comidas de la gastronomía peruana.

## Descripción
La crema es preparada con hojas de huacatay; una hierba oriunda de los Andes que se encuentra como hierbas salvajes en muchos campos y chacras; su cultivo no es oficial, ya que es sembrado de forma casera para ser utilizado por los lugareños en sus condimentos. Es similar a la hierba de paico, el cual también permite realizar comidas, y del cual nace una sopa llamada “sopa de paico”. La hierba huacatay es una planta de color verde y toma un olor agradable.
En el Perú el molido de las hojas de huacatay es a través del batán, una herramienta de piedra que sirve como mortero tradicional. Este proceso logra un molido menos fino, pero con mayor absorción de sabor.